# 黑耳曼蛙
黑耳曼蛙（學名Mantella milotympanum）是曼蛙科下的一種蛙。它們是馬達加斯加的特有種，棲息在亞熱帶或熱帶潮濕低地森林、沼澤及山區，但受到失去棲息地的威脅而處於極危。